# Leechburg
Leechburg es un borough ubicado en el condado de Armstrong en el estado estadounidense de Pensilvania. En el año 2000 tenía una población de 2.386 habitantes y una densidad poblacional de 2,047.2 personas por km².

## Geografía
Leechburg se encuentra ubicado en las coordenadas 40°37′45″N 79°36′13″O / 40.62917, -79.60361.

## Demografía
Según la Oficina del Censo en 2000 los ingresos medios por hogar en la localidad eran de $27,434 y los ingresos medios por familia eran $38,785. Los hombres tenían unos ingresos medios de $31,250 frente a los $25,901 para las mujeres. La renta per cápita para la localidad era de $16,242. Alrededor del 11.6% de la población estaba por debajo del umbral de pobreza.